# Let There Be Morning
Let There Be Morning è un album dei The Perishers, pubblicato nel 2003 dall'etichetta discografica Nettwerk

## Tracce
1. Weekends – 4:56
2. Sway – 4:21
3. A Reminder – 3:56
4. My Heart – 3:30
5. Nothing Like You and I – 3:34
6. Trouble Sleeping – 4:51
7. Still Here – 3:47
8. Going Out – 3:40
9. Pills – 3:13
10. Let There Be Morning – 4:52